# Встречай новый день
«Встречай новый день» — дебютный студийный альбом российской группы REFLEX, выпущенный на лейбле «Граммофон Рекордс» в апреле 2001 года. На диске представлено 12 композиций. Альбом получил положительные отзывы критиков.

## История альбома
В 1999 году певица Ирина Терёшина, выступавшая под псевдонимом Диана, оставила сцену и вместе с мужем, композитором и продюсером Вячеславом Тюриным, уехала в Германию. Там у них появилась идея создания нового поп-проекта, который получил название REFLEX, а сама певица взяла себе новое сценическое имя — Ирина Нельсон. Работа над первым студийным альбомом началась в конце 1999 года. В декабре был выпущен дебютный сингл «Дальний свет». Съёмки клипа на эту песню проходили в Германии.
В 2000 году в состав группы вошли танцоры Ольга Кошелева и Денис Давидовский, и обновлённым составом группа сняла клип на песню «Встречай новый день», презентация которого состоялась 23 ноября 2000 года в клубе «Студио». Съёмки клипа проходили во Франкфурте-на-Майне и на Кипре. В 2001 году выходит клип на песню «Сколько лет, сколько зим». Видеоролик снимался на Кипре в апреле 2001 года. В клипе снялся Григорий Розов (DJ Silver), который в дальнейшем стал участником группы.
В начале 2001 года запись альбома подошла к концу, и его выпуск был запланирован на 15 марта, но так как был напечатан не весь тираж, релиз пришлось отложить на 18 апреля. В этот же день состоялась презентация диска в развлекательном комплексе Golden Palace.

## Синглы
- «Дальний свет» — дебютный сингл группы. Клип на песню снимался в Германии[1]. Сингл достиг 4 места в чарте «Еврохит Топ 40». Песня провела в чарте 11 недель[12].
- «Встречай новый день» — второй сингл с альбома и его титульная песня. Наивысшая позиция в чарте «Еврохит Топ 40» — 25 место. Всего песня провела в чарте 5 недель[13].
- «Сколько лет, сколько зим» — третий и последний сингл с альбома. В апреле 2001 года состоялась премьера одноимённого клипа на канале MTV[7].

## Реакция критиков
Рецензент InterMedia Екатерина Алексеева в целом положительно отозвалась о дебютном альбоме группы REFLEX. Журналистка оценила аранжировки и стилистику песен: «Вполне обычная, даже на фоне всего прочего качественная дискотечная музыка» — посчитала Екатерина. Похвалила она и вокальное исполнение Ирины Нельсон. Единственным минусом альбома Екатерина назвала его музыкальную и текстовую основу: «Слишком много компьютерных примочек и постоянно кто-то ни к селу ни к городу выкрикивает иностранные слова, что вызывает нежелательные сравнения с „Вороной“ Линды».

## Список композиций
| №   | Название                                          | Текст песни     | Музыка                        | Длительность |
| --- | ------------------------------------------------- | --------------- | ----------------------------- | ------------ |
| 1.  | «Intro»                                           | —               | Вячеслав Тюрин                | 1:23         |
| 2.  | «Дальний свет»                                    | Виктория Сотова | Вячеслав Тюрин, Ирина Нельсон | 3:34         |
| 3.  | «Встречай новый день»                             | Ирина Нельсон   | Ирина Нельсон                 | 4:03         |
| 4.  | «Сколько лет, сколько зим»                        | Вячеслав Тюрин  | Вячеслав Тюрин                | 4:04         |
| 5.  | «Я устала»                                        | Ирина Нельсон   | Вячеслав Тюрин, Ирина Нельсон | 3:59         |
| 6.  | «Моя любовь»                                      | Ирина Нельсон   | Вячеслав Тюрин, Ирина Нельсон | 3:42         |
| 7.  | «Побег»                                           | Ирина Нельсон   | Ирина Нельсон                 | 4:00         |
| 8.  | «Не гони меня, ветер»                             | Ирина Нельсон   | Ирина Нельсон                 | 3:43         |
| 9.  | «Мир сделался добрым» (текст читает Алина Тюрина) | Вячеслав Тюрин  | Вячеслав Тюрин                | 4:28         |
| 10. | «Выше, чем день»                                  | Ирина Нельсон   | Ирина Нельсон                 | 3:52         |
| 11. | «Вода»                                            | Виктория Сотова | Вячеслав Тюрин                | 5:01         |
| 12. | «Ты уже далеко»                                   | Ирина Нельсон   | Ирина Нельсон                 | 3:38         |

## Участники записи
- Ирина Нельсон — вокал
- Ольга Кошелева — бэк-вокал
- Вячеслав Тюрин — аранжировка, продюсирование
- Григорий Розов (DJ Silver) — аранжировка

Альбом записывался на студии группы REFLEX «VIATCHESLAV TOURIN PRODUCTION».

## Клипы
| Дата | Название                   | Режиссёр       |
| ---- | -------------------------- | -------------- |
| 1999 | «Дальний свет»             | Вячеслав Тюрин |
| 2000 | «Встречай новый день»      | Вячеслав Тюрин |
| 2001 | «Сколько лет, сколько зим» | Вячеслав Тюрин |